# Claus Friedrich Holtmann

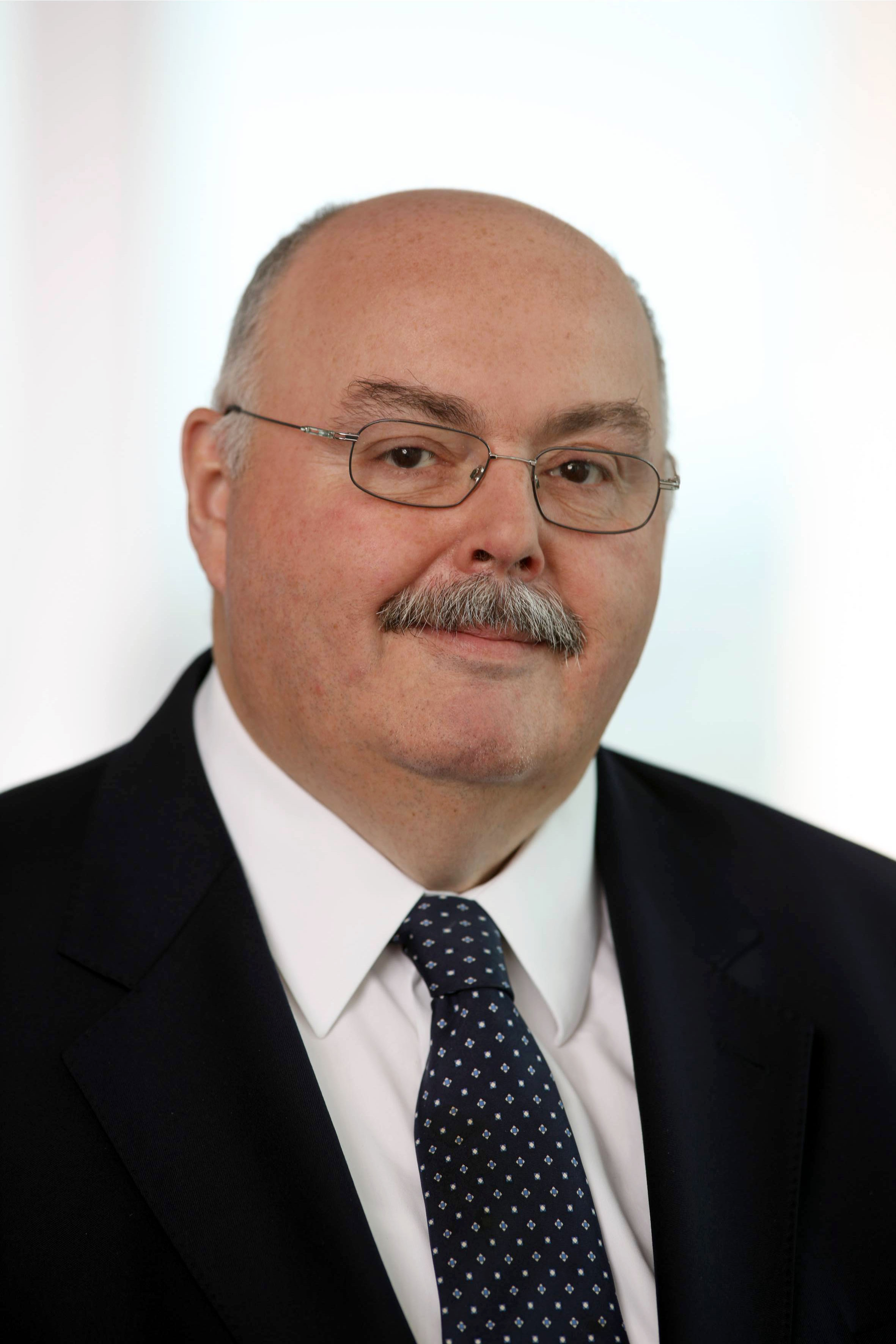
Claus Friedrich Holtmann (2009)

Claus Friedrich Holtmann (* 30. Juli 1949 in Krefeld; † 30. Oktober 2013 in Potsdam) war ein deutscher Bankmanager. Er war vom 1. Januar 2007 bis 31. Mai 2013 Geschäftsführender Präsident des Ostdeutschen Sparkassenverbandes (OSV).

## Leben

### Beruflicher Werdegang
Nach dem Abitur absolvierte Holtmann die Ausbildung zum Sparkassen-Kaufmann bei der Stadtsparkasse Krefeld. Im Anschluss studierte Holtmann Betriebswirtschaftslehre in Münster. Seinen Studienabschluss als Diplom-Kaufmann machte er 1976. Nach seinem Studium setzte Holtmann als Prüfungsassistent des Niedersächsischen Sparkassenverbandes seinen Werdegang in der deutschen Sparkassenorganisation fort. 1978 legte er an der Deutschen Sparkassenakademie sein Examen als Verbandsprüfer ab. Drei Jahre später examinierte er als Steuerberater und im Jahr 1982 als Wirtschaftsprüfer. Innerhalb des Niedersächsischen Sparkassenverbandes stieg er 1984 zum Stellvertretenden Prüfungsstellenleiter auf.

### Tätigkeit beim Ostdeutschen Sparkassenverband
1990 wurde Holtmann Leiter der Prüfungsstelle des Ostdeutschen Sparkassen- und Giroverbandes (OSGV). Dieses Amt übte er neun Jahre aus, ehe er 1999 zum Verbandsgeschäftsführer gewählt wurde. Die Verbandsversammlung des OSGV wählte ihn 2006, zeitgleich mit dem Beschluss zur Umbenennung des OSGV zum Ostdeutschen Sparkassenverband (OSV), zum Geschäftsführenden Präsidenten des OSV. Dieses Amt trat er zum 1. Januar 2007 an.
Als Geschäftsführender Präsident war Holtmann Vorsitzender des Aufsichtsrates der LBS Ostdeutsche Landesbausparkasse AG und Stellvertretender Aufsichtsratsvorsitzender der Finanz Informatik, dem zentralen IT-Dienstleister der Sparkassen-Finanzgruppe. Ferner war Holtmann Aufsichtsratsvorsitzender des Informatikzentrums der Sparkassenorganisation GmbH (SIZ), Mitglied im Wirtschaftsbeirat beim Ministerpräsidenten des Landes Sachsen-Anhalt sowie Vorsitzender des Hochschulrates der Westsächsischen Hochschule Zwickau. Darüber hinaus war Holtmann Vorsitzender des Vorstands der Ostdeutschen Sparkassenstiftung, der gemeinsamen Kulturstiftung aller Sparkassen im OSV-Verbandsgebiet. Vom 1. Februar 2007 bis 26. Oktober 2007 war Holtmann offizielles Mitglied im Verwaltungsrat der Landesbank Sachsen, die er zuvor über die sächsischen Mitgliedssparkassen seit 2004 beraten hatte. In dieser Eigenschaft war er bereits ständiger Gast der Verwaltungsratssitzungen seit 2005.
Holtmann erlag am 30. Oktober 2013 einem Krebsleiden.